# Episcopal Diocese of Newark

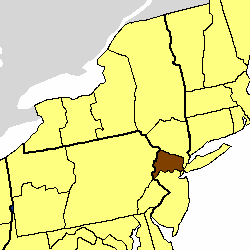
Lage des Bistums Newark

Die Episcopal Diocese of Newark ist ein Bistum der Episkopalkirche der Vereinigten Staaten von Amerika, das aus dem nördlichen Drittel des US-Bundesstaates New Jersey besteht, genauer gesagt um Bergen, Essex, Hudson, Morris, Passaic, Sussex und Warren Countys, sowie eine Einzelgemeinde in Union County.  Der Bischofssitz ist in Newark.
2006 hatte das Bistum 27.600 Mitglieder in 113 Kirchengemeinden.

## Geschichte
Schon seit 1695 werden im Gebiet des Bistums anglikanische Gottesdienste abgehalten.  Spätestens 1729 bestand eine anglikanische Gemeinde in Newark, und 1742 befand sich ein Kirchengebäude, Trinity Church, dort im Bau. Zwei weitere Gemeinden, die bis heute bestehen, nämlich Christ Church (1746), die sich heute in Belleville befindet, und Christ Church in Newton (1774), wurden per Urkunde von König Georg II. bzw. III. von England begründet.  Durch seine enge Verbundenheit zum britischen Staat und zur Monarchie, durchlitt die Kirche einige Schwierigkeiten während der amerikanischen Revolution, aber als der erste Bischof von New Jersey sein Amt 1815 antrat, existierten 27 Kirchengemeinden im Bundesstaat New Jersey, eine Zahl, die bis 1832 schnell auf 85 anwuchs.
Die Diocese of Northern New Jersey wurde 1874 von der größeren Diocese of New Jersey getrennt. Das neue entstandene nördliche Bistum hatte 64 Kirchengemeinden und war für den Betrieb von Christ Hospital in Jersey City zuständig. 1886 nannte sich die Diözese von „Northern New Jersey“ in „Newark“ um. 1903 bestanden mehr als ein hundert Gemeinden dort, eine Zahl, die trotz der Great Depression auf 153 bis 1931 anstieg.
Im Juni des Jahres 1967 wurde die Region durch die Newark Riots erschüttert, die Auslöser wurden für die wachsende Rolle des Bistums als Katalyst für gesellschaftliche Veränderung. Der erste nationale Kongress für „black empowerment“ fand in Trinity Cathedral statt, und 1969 wurde Rev. Canon Dillard Robinson der erste afro-amerikanische Domdekan einer episkopalen Kathedrale. Bischof Leland Stark war ein wichtiger Teil der Friedensbewegung während des Vietnamkriegs und ein Befürworter der Priesterweihe für Frauen.  Sein Nachfolger George Edward Rath sorgte dafür, dass zwei der Philadelphia Eleven in seinem Bistum eine Anstellung fanden, und befürwortete die Überarbeitung des Book of Common Prayer, das 1979, während seiner Amtszeit, in der gesamten US-Episkopalkirche eingeführt wurde.
Der nächste Bischof John Shelby Spong war und ist sehr kontrovers. Neben seiner Haltung als Kriegsgegner und überzeugter Befürworter der Frauenordination wirkte Spong ebenfalls darauf hin, dass Schwule und Lesben als Mitglieder des Klerus offen sein konnten, eine Haltung, die ihm viel Kritik brachte und heute noch für viel Unmut in der Kirche sorgt. Auch nachdem er in den Ruhestand ging, genießt Spong immer noch beträchtlicher Erfolg als Schriftsteller und Redner. Während Spongs Amtszeit wurde die Oasis Commission als erstes ministry eines Bistums an LGBT-Personen gebildet.

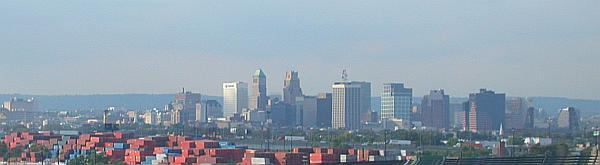
Der Bischofssitz in Newark (New Jersey) bildet ein Teil des eng besiedelten New York Metropolitangebiet

Unter dem jetzigen Bischof, John Palmer Croneberger, bleibt das Bistum seiner Linie des radikalen Inklusionismus treu. Croneberger trieb die Erstehung einer Liturgie für Gleichgeschlechtliche Segnungszeremonien voran, beaufsichtigte die massive Reaktion der Diözese auf die Angriffe des 11. September 2001, und stellte die Besitzverhältnisse des Bistums an Christ Hospital wieder her.
Croneberger richtete auch den Posten eines Kanons für Gemeindeentwicklung ein, der dafür zuständig ist, Kirchengemeinden mit der herausfordernde Aufgabe der Zukunftsplanung zu helfen. In den letzten etwa 30 Jahren hatte das Bistum Schwierigkeiten, ihr Wachstum mit der steigenden Bevölkerung in der Region gleich zu halten.  23 Kirchengemeinden wurden geschlossen (im Vergleich zu einer 2%igen Zunahme in den USA insgesamt) aufgrund nachlassender Besucherzahlen. Eine der Hürden dabei ist die Konzentration der Kirchen (von denen viele über 100 Jahre alt sind) in traditionellen Siedlungszentren, die für das Wachstum in der Bevölkerung im Bundesstaat nicht typisch sind. (Das heißt, die Kirchen befinden sich in Problemlagen in städtischen Gebieten, aus denen Leute wegziehen, und nicht in den Vororten, in denen potentielle Gemeindemitglieder sich ansiedeln.) Viele der Kirchen befinden sich innerhalb 8 km von 15 weitere Gemeinden. Eine weitere Diözesankommission, das Bethsaida Team, hilft Kirchen Probleme überwinden, die Menschen mit Behinderungen betreffen.
Zwischen 2000 und 2004, nahmen die Spenden der Mitglieder um 11,5 % zu, während die durchschnittliche Anwesenheit bei den sonntäglichen Gottesdiensten um 11,8 % abnahm.
Am 23. September 2006 wählte die Diözese den Rev. Mark Beckwith, ehemaliger Assistentrektor der St. Peter’s Episcopal Church in Morristown (New Jersey) zu ihrem zehnten Bischof, der im Januar 2007 sein Amt antrat.

## Liste der Bischöfe der Episcopal Diocese of Newark
- William Henry Odenheimer 1859–1880
- Thomas A. Starkey 1880–1903
- Edwin Stevens Lines 1903–1927
- Wilson Reiff Stearly 1927–1935
- Benjamin Martin Washburn 1935–1958
- Leland Stark 1958–1974
- George Edward Rath 1974–1979
- John Shelby Spong 1979–2000
- John Palmer Croneberger 2000–2007
- Mark Beckwith 2007–